# Saint-Germain-du-Puch
Saint-Germain-du-Puch ist eine französische Gemeinde mit 2.290 Einwohnern (Stand 1. Januar 2022) im Département Gironde in der Region Nouvelle-Aquitaine; sie gehört zum Arrondissement Libourne und zum Kanton Les Coteaux de Dordogne. Die Einwohner werden Saint-Germainais genannt.

## Geographie
Saint-Germain-du-Puch liegt etwa 20 Kilometer östlich von Bordeaux und etwa acht Kilometer südwestlich von Libourne. Der Dordogne-Zufluss Gestas bildet die westliche Gemeindegrenze. Umgeben wird Saint-Germain-du-Puch von den Nachbargemeinden Vayres im Norden, Arveyres im Nordosten, Nérigean im Osten, Baron im Südosten, Croignon im Süden, Camarsac im Südwesten, Sallebœuf im Westen und Südwesten sowie Beychac-et-Caillau im Westen und Nordwesten.

## Bevölkerungsentwicklung
| Jahr      | 1962 | 1968 | 1975 | 1982 | 1990 | 1999 | 2012 | 2020 |
| Einwohner | 1271 | 1281 | 1395 | 1615 | 1813 | 1982 | 2165 | 2259 |

## Sehenswürdigkeiten

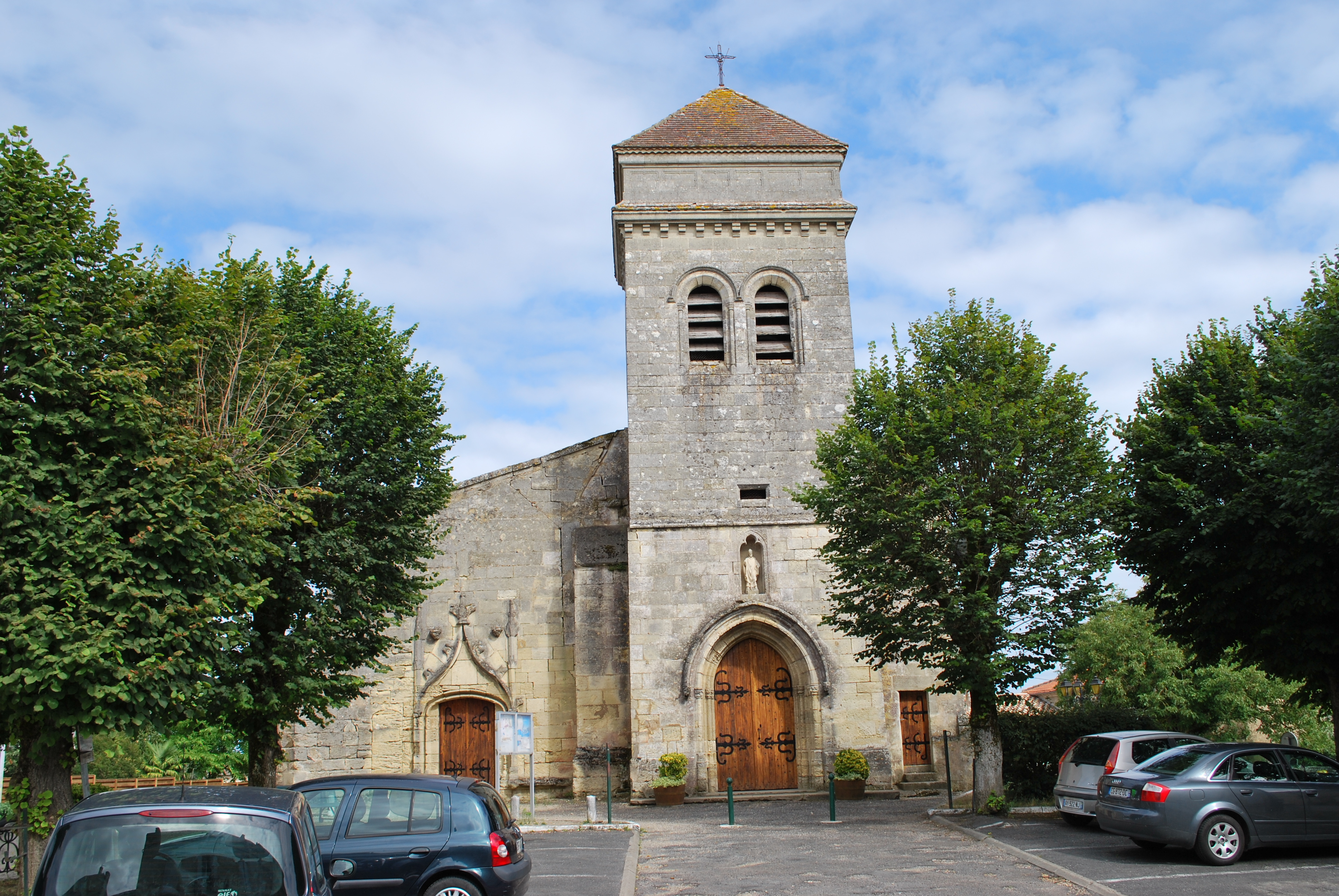
Kirche Saint-Germain
- Schloss Goudichaud, Weingut, errichtet 1780
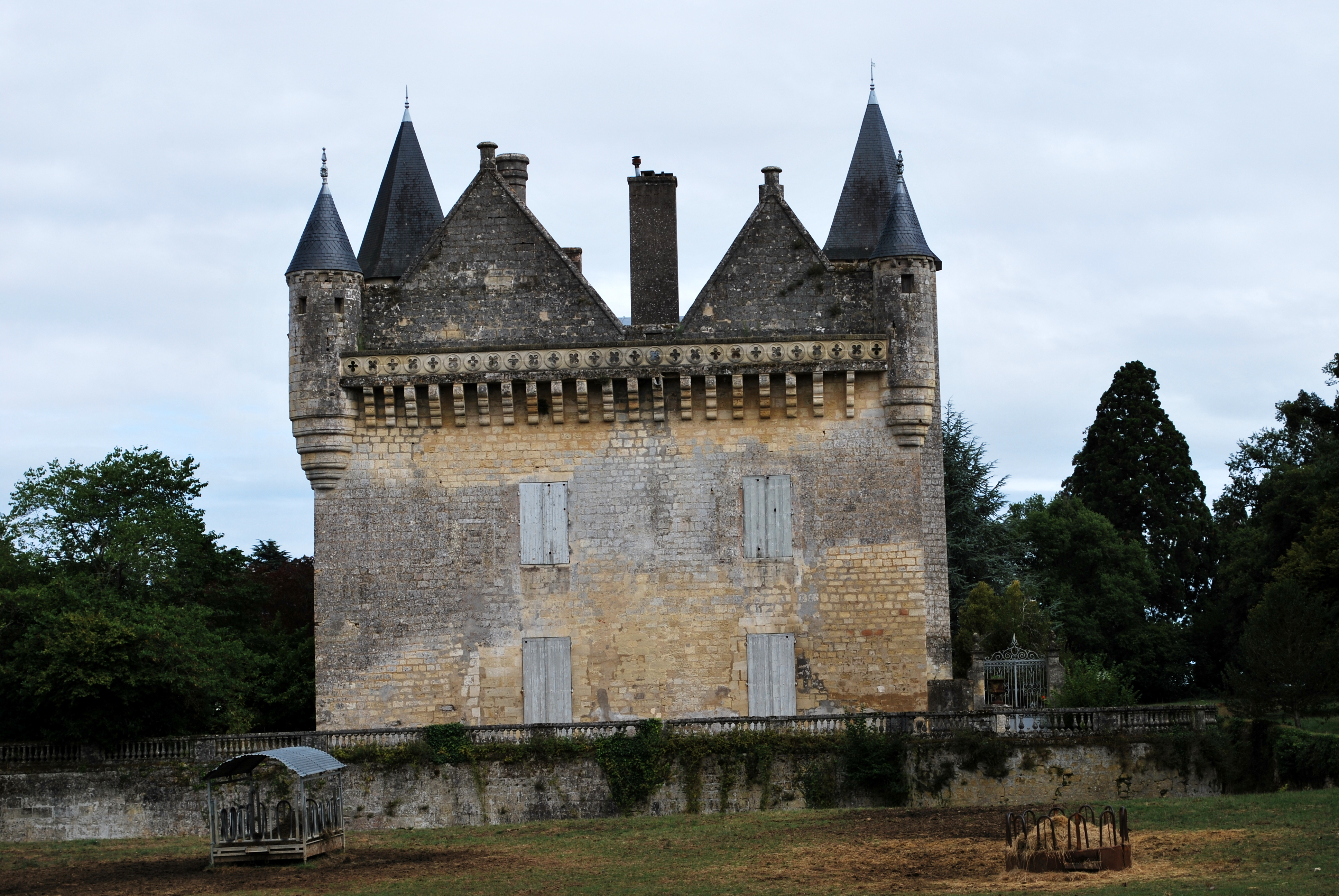
Schloss Le Grand-Puch

- Kirche Saint-Germain
- Schloss Le Grand Puch

## Persönlichkeiten
- Louis Charavel (1890–1980), Autorennfahrer